# Холт, Николас
Ни́колас Кэ́радок Холт (англ. Nicholas Caradoc Hoult; род. 7 декабря 1989, Уокингем, Беркшир, Англия) — английский актёр кино и телевидения. В 2010 году двадцатилетний Николас стал одним из самых молодых номинантов на награду Британской академии «BAFTA» в категории «Восходящая звезда», которая вручается популярным молодым актёрам любой национальности, чей талант снискал признание публики, но не предназначена для дебютантов или детей-актёров. Возраст номинантов, как правило, колеблется от 16 до 32 лет.
Стал известен, сыграв роль мальчика Маркуса в фильме «Мой мальчик» с Хью Грантом, а позже — роль Тони в драме канала E4 «Молокососы». Также славу ему принесла роль мутанта Зверя в кинокомиксах «Люди Икс: Первый класс», «Люди Икс: Дни минувшего будущего» и «Люди Икс: Апокалипсис» и роль Р в фильме «Тепло наших тел».

## Биография
Николас — третий из четырёх детей Глен Холт, преподавательницы фортепиано, и Роджера Холта, пилота авиакомпании British Airways. Он посещал школу Ranelagh, но бросил учёбу в возрасте 12 лет, чтобы сосредоточиться на действующей актёрской карьере. Николаса заметили после фильма «Мой мальчик», за эту роль он получил свою первую награду.
Он вновь обратил на себя внимание критиков, исполнив роль ученика, влюблённого в своего профессора (в исполнении Колина Фёрта), в драме 2009 года «Одинокий мужчина». В 2013 году на экраны вышли фильмы «Джек — покоритель великанов» от режиссёра фильмов «Люди Икс» и «Люди Икс 2» Брайана Сингера, где Николас сыграл главную роль, а также мелодрама «Тепло наших тел». Вместе с Юэном Макгрегором Холт представлял картину в Лондоне.
С 2014 по 2019 год вышел целый ряд картин, созданных при участии актёра. Среди них: 4 экранизации комиксов («Люди Икс: Дни минувшего будущего», «Люди Икс: Апокалипсис», «Люди Икс: Тёмный Феникс» и «Дэдпул 2»), 2 биографических драмы о юности известного писателя («За пропастью во ржи» и «Толкин»; в обеих Холт исполнил главную роль) и исторический фильм «Фаворитка», удостоенный десяти номинаций на премию Оскар-2019. В декабре 2019 года вышел историко-биографический фильм «Война токов», в котором Холт сыграл Николу Теслу, а Бенедикт Камбербэтч и Майкл Шеннон, в свою очередь, — Томаса Эдисона и Джорджа Вестингауза соответственно.
В конце февраля 2020 года в российский прокат вышел биографический вестерн «Подлинная история банды Келли», основанный на романе Питера Кэри, принёсшем автору вторую Букеровскую премию. Фильм рассказывает о жизни знаменитого грабителя и «благородного разбойника» Неда Келли. Помимо Холта в фильме сыграли Джордж Маккей, Рассел Кроу, Чарли Ханнэм и другие.
20 ноября 2023 года издание Deadline сообщило, что Николас Холт получил роль Лекса Лютора в фильме «Супермен», который входит в перезапущенную вселенную DC.

## Личная жизнь
С 2010 года Холт встречался с актрисой Дженнифер Лоуренс, с которой познакомился на съёмках фильма «Люди Икс: Первый класс». Пара распалась в 2014 году.
С марта 2017 года Холт встречается с моделью Брайаной Холли. В апреле 2018 года у пары родился сын Хоакин. В конце 2022 года у них родился второй ребёнок. В 2024 году пара поженилась.

## Фильмография
| Кино        | Кино                                                            | Кино                                                           | Кино | Кино |
| Год         | Название                                                        | Роль                                                           | Примечание |      |
| ----------- | --------------------------------------------------------------- | -------------------------------------------------------------- | --- | ---- |
| 1996        | «Интимные отношения» / Intimate Relations                       | Бобби / Bobby                                                  | |      |
| 1997        | «Мистер Уайт едет в Вестминстер» / Mr White Goes to Westminster | Джон / John                                                    | |      |
| 2002        | «Мой мальчик» / About a Boy                                     | Маркус Брюэр / Marcus Brewer                                   | Phoenix Film Critics Society Award — Best Performance by a Youth in a Leading or Supporting Role Номинирован — Young Artist Award for Best Performance in a Feature Film — Leading Young Actor Номинирован — Broadcast Film Critics Association Awards for Best Young Actor/Actress |      |
| 2005        | «Вау-вау» / Wah-Wah                                             | Ральф Комптон / Ralph Compton                                  | |      |
| 2005        | «Синоптик» / The Weather Man                                    | Майк / Mike                                                    | |      |
| 2006        | «Шпана» / Kidulthood                                            | Блейк / Blake                                                  | |      |
| 2007        | «Спускаясь с горы» / Coming Down the Mountain                   | Дэвид Филлипс / David Phillips                                 | |      |
| 2009        | «Одинокий мужчина» / A Single Man                               | Кенни Поттер / Kenny Potter                                    | |      |
| 2010        | «Битва титанов» / Clash of the Titans                           | Эвсебий / Eusebios                                             | |      |
| 2011        | «Правило номер 3» / Rule Number Three                           | Мэтт / Matt                                                    | Короткометражный фильм |      |
| 2011        | Люди Икс: Первый класс / X-Men: First Class                     | Хэнк Маккой / Зверь / Hank McCoy/ Beast                        | IGN Award for Best Ensemble Cast Номинирован — People’s Choice Award for Favorite Ensemble Movie Cast Номинирован — Teen Choice Awards for Choice Movie Chemistry |      |
| 2013        | «Тепло наших тел» / Warm Bodies                                 | Р (Эр) / R                                                     | |      |
| 2013        | «Джек — покоритель великанов» / Jack the Giant Slayer           | Джек / Jack                                                    | |      |
| 2014        | Молодёжь / Young Ones                                           | Флем Левер / Flem Lever                                        | |      |
| 2014        | Люди Икс: Дни минувшего будущего / X-Men: Days of Future Past   | Хэнк Маккой / Зверь / Hank McCoy/Beast                         | |      |
| 2014        | Once Upon a Time in the Kitchen                                 | Alex                                                           | Только озвучка |      |
| 2015        | Безумный Макс: Дорога ярости / Mad Max: Fury Road               | Накс / Nux                                                     | |      |
| 2015        | Убей своих друзей / Kill Your Friends                           | Стивен Стелфокс / Stelfox                                      | |      |
| 2015        | Автобан                                                         | Кейси / Casey                                                  | |      |
| 2015        | Равные                                                          | Сайлас / Silas                                                 | |      |
| 2015        | Тёмные тайны / Dark Places                                      | Лайл / Lyle                                                    | |      |
| 2016        | Люди Икс: Апокалипсис / X-Men: Apocalypse                       | Хэнк Маккой / Зверь / Hank McCoy/Beast                         | |      |
| 2017        | Замок из песка / Sand Castle                                    | Мэтт Окр / Matt Ocre                                           | |      |
| 2017        | Новизна / Newness                                               | Мартин Холлок / Martin Hallock                                 | |      |
| 2017        | Война токов / The Current War                                   | Никола Тесла / Nikola Tesla                                    | |      |
| 2017        | За пропастью во ржи / Rebel in the Rye                          | Джером Сэлинджер / J.D. Salinger                               | |      |
| 2018        | Дэдпул 2 / Deadpool 2                                           | Хэнк Маккой / Зверь / Hank McCoy/Beast                         | камео |      |
| 2018        | Фаворитка / The Favourite                                       | Роберт Харли, 1-й граф Оксфорд                                 | |      |
| 2019        | Люди Икс: Тёмный Феникс / Dark Phoenix                          | Хэнк Маккой / Зверь / Hank McCoy/Beast                         | |      |
| 2019        | Толкин / Tolkien                                                | Джон Толкин / John Ronald Reuel Tolkien                        | |      |
| 2019        | Подлинная история банды Келли / True History of the Kelly Gang  | констебль Фицпатрик / Constable Fitzpatrick                    | |      |
| 2020        | Банкир / The Banker                                             | Мэтт Стейнер                                                   | |      |
| 2021        | Те, кто желает мне смерти / Those Who Wish Me Dead              | Патрик Блэквелл                                                | |      |
| 2022        | Меню / Menu                                                     | Тайлер                                                         | |      |
| 2023        | Ренфилд / Renfield                                              | Ренфилд                                                        | |      |
| 2024        | Гарфилд в кино / The Garfield Movie                             | Джон Арбакл                                                    | озвучка |      |
| 2024        | Безмолвное братство / The Order                                 | Роберт Джей Мэтьюс                                             | |      |
| 2024        | Присяжный номер два / Juror No. 2                               | Джастин Кемп                                                   | |      |
| 2024        | Носферату / Nosferatu                                           | Томас Хуттер                                                   | |      |
| 2025        | Супермен / Superman                                             | Лекс Лютор                                                     | |      |
| 2026        | Как ограбить банк / How to Rob a Bank                           |                                                                | сьёмки |      |
| Телевидение |                                                                 |                                                                | |      |
| Год         | Название                                                        | Роль                                                           | Примечание |      |
| 1996        | Катастрофа / Casualty                                           | Крэйг Моррисси / Craig Morrissey                               | Серия: «It Ain’t Me, Babe» |      |
| 1998        | Немой свидетель / Silent Witness                                | Том Эванс / Tom Evans                                          | Серия: «An Academic Exercise» |      |
| 1999        | Ruth Rendell Mysteries                                          | Барри / Barry                                                  | Серия: «The Fallen Curtain» |      |
| 2000        | Чисто английское убийство /The Bill                             | Хью Остин / Hugh Austin                                        | Серия: «The Squad» |      |
| 2001        | Magic Grandad                                                   | Том / Tom                                                      | 3 серии |      |
| 2001        | Holby City                                                      | Оскар Бэнкс / Oscar Banks                                      | Серия: «Borrowed Time» |      |
| 2001        | Доктора / Doctors                                               | Конор Финч / Conor Finch                                       | Серия: «Unfinished Business» |      |
| 2001        | Пробуждая мертвецов / Waking the Dead                           | Макс Брайсон / Max Bryson                                      | 2 серии |      |
| 2001        | World of Pub                                                    | 11-летний презентатор / 11-year-old show presenter             | Серия: «Sixties» |      |
| 2002        | Murder in Mind                                                  | Эндрю Уилшер / Andrew Wilsher                                  | Серия: «Memories» |      |
| 2002        | Judge John Deed                                                 | Джейсон Пауэлл / Jason Powell                                  | Серия: «Everyone’s Child» |      |
| 2003        | Звезда / Star                                                   | Брэдли Фишер / Bradley Fisher                                  | 7 серий |      |
| 2004        | Кин Эдди / Keen Eddie                                           | Эдвард Миллс / Edward Mills                                    | Серия: «Who Wants to Be in a Club That Would Have Me as a Member?» |      |
| 2005        | Mystery Hunters                                                 | себя / Himself                                                 | Серия: «Salem Witches» |      |
| 2007—2008   | Молокососы / Skins                                              | Тони Стонем / Tony Stonem                                      | 19 серий Monte-Carlo TV Festival Award for Outstanding Actor in a Drama Series |      |
| 2008        | Wallander                                                       | Стефан Фредман / Stefan Fredman                                | Серия: «Sidetracked» |      |
| 2012        | «Робоцып» / Robot Chicken                                       | Гарри Поттер / Harry Potter; Капитан Америка / Captain America | Серия: «Collateral Damage in Gang Turf War» |      |
| 2017        | «Обитатели холмов» / Watership Down                             | Пятик / Fiver                                                  | Мини-сериал; 4 эпизода |      |
| 2020—2023   | Великая / The Great                                             | Пётр III / Емельян Пугачёв                                     | Главная роль |      |